# 詹姆斯拜烏鎮區 (密蘇里州密西西比縣)
詹姆斯拜烏鎮區（英語：James Bayou Township）是位於美國密蘇里州密西西比縣的一個行政鎮區。

## 地方資料
詹姆斯拜烏鎮區的面積為142.97平方千米，當中陸地面積為128.39平方千米，而水域面積為14.58平方千米。根據2020年美國人口普查的數據，當地共有人口33人，而人口密度為每平方千米0.23人。